# 유리알 유희
유리알 유희(독일어: Das Glasperlenspiel)는 독일 소설가 헤르만 헤세의 생애 마지막 소설로 그의 최대 걸작으로 평가받는 작품이다. 1931년부터 쓰기 시작하여 1943년 스위스에서 처음으로 출판됐다. 그는 이 작품으로 1946년 노벨 문학상을 받았다.
부제는 ＜유희의 명인 요제프 크네히트의 회상＞(독일어: Versuch einer Lebensbeschreibung des Magister Ludi Josef Knecht samt Knechts hinterlassenen Schriften)이다. 유희의 명인(라틴어: Magister Ludi)은 유리알 유희에 가장 뛰어난 한 사람에게 주어지는 존칭이다. Magister Ludi에서 어간 'Lud-'의 뜻은 오락, 학교라는 두 가지가 있어서 Magister Ludi를 다르게 해석할 수도 있다.
주인공 요제프 크네히트는 200년 후의 미래인물이며, 이 소설은 그의 전기를 다시 200년 후의 사람이 편찬한 형식으로 되어 있다. 그의 전기를 편찬한 사람은 25세기 무렵의 사람으로 소설의 화자이다.

## 유리알 유희와 카스탈리엔

### 카스탈리엔
카스탈리엔은 헤르만 헤세가 그린 유토피아이다. 거기에는 선별된 사람들이 모인 종단이 있었는데, 그곳의 수도승들은 종교적 제약 없이 음악, 철학, 명상 등 온갖 종류의 학예에 몰두하며 정신적 삶을 꾸려가고 있었다. 유희의 명인(magister ludi)이라는 최고 책임자 밑에 열두 명의 각각 다른 학예의 명인들이 있어, 이들이 종단을 이끌고 갈 영재의 발굴과 교육을 담당했다.
카스탈리엔은 미래의 유럽 중부에 위치한다. 카스타리엔 주(州)에 모이게 되는 사람은 플라톤적 이데아의 세계를 만든다는, 바꿔 말해서 개(個)를 없애고 전체에 봉사하는 세상과 단절되어 있는 무명의 사람들로서 음악과 수학을 토대로 명상과 수련에 의해 순수한 존재인 이데아를 존재로서 파악하는 사명을 가진다는 것이다.

### 유리알 유희
카스탈리엔의 수도사들은 특별한 놀이를 하며 지냈다. “가령 유희는 어떤 별의 천문학상의 위치, 바흐의 푸가 주제, 라이프니츠 또는 우파니샤드의 한 구절에서 출발할 수도 있다. 초심자는 고전음악과 자연법칙의 공식 사이를 유희 기호에 의해 대비할 수 있고, 숙달된 사람이나 명인은 유희를 첫 주제에서 무한편성까지 마음대로 진전시켰다.” 한마디로 유사와 대조의 원리에 따라 여러 학예의 경계를 자유로이 넘나들며 놀았다는 것이다. 이 놀이가 바로 유리알 유희이다.
이데아를 존재로서 파악하는 것을 모든 학문에 응용하여 모든 현상을 음악에 의해 표시하는 것이 이 유희의 주안점으로 철학적으로는 후설(Husserl)의 현상학을 연상케 한다. 유리알 유희는 계산기와 같이 몇 줄인가 옆으로 평행으로 쳐진 철사줄에 유리알을 꿰어 만든 것으로, 철사줄은 보선(譜選)이고 유리알은 음표로 이 유리구슬의 배열로 주제(主題)를 표시하고 바리에이션으로 변화시키는 유희인데 후에 수학자가 이것으로 원리나 발전을 나타내는 데 이용하였다.

## 줄거리
유리알 유희의 배경이 되는 구체적인 날짜는 책 속에 명시되어있지 않다. 다만 헤세에 따르면 그는 25세기 초반을 배경으로 하여 이 소설을 집필했다고 한다. 유럽 중부의 가상의 주인 카스탈리엔은 수백 년 전 주변국들의 정치적 협의에 의하여 완전한 중립지대로 만들어져, 당대의 지성인들과 영재들의 안전한 연구처로 그 기능을 해왔다.
카스탈리엔의 다른 명칭은 교육주로서, 그 이름에 걸맞게 카스탈리엔에 거주하는 대부분의 사람들은 연구와 교육에 종사하는 교사와 학생, 연구자들이다. 이들이 생활하는 모든 비용은 외부로부터 지원되며 대신 이들의 생활은 철저한 금욕과 검소로 통제된다.
제 1, 2, 3부로 나뉘는 소설 안에서 실질적인 줄거리는 2부 요제프 크네히트의 전기에 등장한다. 라틴어 학교의 학생이던 어린 요제프 크네히트는 학교 교사의 추천을 받아 카스탈리엔에서 이 작은 학교를 방문한 음악의 명인으로부터 특별한 시험을 받게 된다. 명인은 요제프에게 바이올린으로 푸가 변주법을 가르치고 함께 합주한다. 이후 요제프는 자신이 카스탈리엔의 학교에 합격했다는 통지를 받고 카스탈리엔 내부에 있는 중등학교로 가게 된다.
중등학교에서 요제프의 역할은 처음에는 한 학생으로서의 역할에 지나지 않았으나 뒤로 가면서 점점 더 학교의, 그리고 카스탈리엔의 대표자 성격을 띠게 되었는데, 이는 학교의 정식 학생이 아닌 청강생인 플리니오 데시뇨리와의 교제 때문이었다. 단순히 카스탈리엔의 교육을 '체험'하기 위해 온 데시뇨리는 카스탈리엔이 추구하는 정신적, 교육적 가치를 이해하려고 하지만 돈, 명예, 권력과 같은 세속적 가치를 우위에 두었기 때문에 크게 공감하지는 못한다. 이로 인해 요제프와 가끔 카스탈리엔과 속세의 가치에 대해 논쟁하게 되었고, 점차 요제프와 데시뇨리 두 사람이 각각 카스탈리엔과 세속의 가치를 대변하여 토론하는 양상이 되었다. 이들의 관계는 친구 이상의 것이었으나, 요제프 크네히트는 졸업하여 카스탈리엔 내의 상위학교인 발트첼로 진학하고, 데시뇨리는 청강생 생활을 청산하고 다시 속세로 나가게 되면서 오랫동안 끊어지게 된다.
이때까지만 해도 요제프가 받은 유리알 유희에 대한 교육은 매우 초보적이고 비전문적인 것이어서 요제프는 유리알 유희에 대해 큰 관심을 갖지 않았으며, 음악에 더 큰 관심을 가졌다. 그러나 요제프가 진학한 발트첼('숲 속의 방')이라는 학교는 학풍 자체가 유리알 유희의 실습과 교육에 높은 비중을 두고 있었으며, 이로 인해 요제프는 유리알 유희에 상당한 관심을 두게 되었다.
발트첼을 졸업한 이후 요제프의 생활은 전형적인 카스탈리엔식 출세의 수순을 따랐다. 딱히 정해진 직업이 없는 연구생으로서 지내다가 카스탈리엔의 교육청으로부터 특정한 보직에 임용되는 것인데, 요제프의 경우는 다른 카스탈리엔의 연구생들보다 카스탈리엔 외부에서 생활하는 시간이 많았다. 우선 첫 번째로 요제프는 대나무 숲에서 자연을 벗삼아 생활하는 '노형'이라는 사람을 만나게 되고 그에게 중국어와 주역에 등장하는 여러 가지 상징의 풀이 등을 배운다. (이는 헤세가 동양의 음양사상, 노장사상 등에 영향을 받은 결과로 보인다.) 노형에게 가르침을 받고 난 뒤로 요제프의 가치관은 상당히 변화하게 되었다.
요제프의 가치관을 변화시킨 또 다른 경험은 교육청이 그에게 내어준 첫 발령으로부터 시작되었다. 교육청이 이제 막 출세의 길을 밟아 올라가는 젊은 연구생 혹은 복습 교사에게 명하는 일은 여러 가지가 있지만, 요제프는 그중 특이하게도 교육청 외부로 발령을 받은 것이다. 요제프가 맡은 일은 베네딕토 수도회 소속의 학교인 마리아펠스로 가서 그곳의 관심있는 사람들에게 유리알 유희를 가르치는 것이었다. 마리아펠스에서 요제프는 자신에게 큰 가르침을 주는 인물인 역사학자 야코부스 신부를 만나게 된다.
카스탈리엔으로 돌아온 이후 그는 한 사람의 유리알 유희자로서 카스탈리엔의 유희자들뿐만 아니라 외부인들까지도 참여할 수 있는 축제인 대유희에 참여한다. 그러나 교황좌와 같이 전임자의 사망 또는 사임에 의해서 승계되는 유리알 유희 명인의 직이, 대유희 도중 명인의 사망으로 공석이 되었다는 소식이 들리고, 요제프는 교육청 고위 간부들로 구성된 선거인단에 의하여 다음 명인으로 임용된다.
음악 명인과 수도회 명인이라고도 불리는 카스탈리엔 수도회 본부 수석 등 여러 사람의 도움을 받아 명인 요제프는 유리알 유희 전체의 '교황'으로서의 역할을 충실하게 해낸다. 그가 명인이 된 후 실행한 첫 대유희는 전임 명인의 사망과 대유희가 끝날 때까지 고인을 대리한 대리인의 미숙함, 그리고 유희자들의 그에 대한 적대감으로 인해 엉망이 된 전 유희에 대한 실망감을 모두 만회할 정도로 대성공이었다. 그러나 요제프는 오로지 카스탈리엔만의 가치를 추구하고 속세로부터의 철저한 격리를 추구하며, 속세의 교육에 도움을 주고자 하는 원래의 설치 목적과는 상관없이 엘리트 교육, 귀족스러움에만 전념하는 카스탈리엔의 실상에 염증을 느낀다.
결국 요제프는 수도회 본부 수석의 설득에도 불구하고 명인직을 과감히 내던지고, 정치가가 된 데시뇨리의 아들 티토에게 가정교사가 되어주기 위해 속세로 떠난다. 그러나 가정교사가 되어 티토와 둘이서 데시뇨리의 산 속 별장으로 떠난 다음날, 티토는 요제프에게 수영을 하자며 산골짜기의 한적한 호수로 이끈다. 요제프는 티토를 따라잡기 위해 헤엄치지만 노인의 쇠약한 몸은 차가운 호수의 물을 버텨내지 못하고 허망하게 죽음을 맞이한다.

## 같이 보기
- 실존주의
- 인식론
- 존재론
- 다의어
- 혼합주의